# Зарандия, Лука
Лука Зарандия (груз. ლუკა ზარანდია; род. 17 февраля 1996, Тбилиси) — грузинский футболист, полузащитник. Выступал за сборную Грузии.

## Карьера
Футбольную карьеру начал в 2012 году в составе тбилисского «Локомотива». Играл за юношеские и молодёжные сборные Грузии различных возрастов.
Летом 2014 года трансфер грузинского футболиста выкупил бельгийский «Генк», где Зарандия в итоге не провёл ни одной официальной игры. В итоге в 2016 году он вернулся в «Локомотив», однако спустя полгода, в 2017 году, перешёл в польскую «Арку». В апреле дебютировал чемпионате Польши в матче против «Погони» из Щецина (1:5).
Провёл два матча за национальную сборную Грузии в 2018 году в рамках Лиги наций против Латвии (3:0) и Андорры (1:1).
В июле 2019 года на правах свободного агента подписал трёхлетний контракт с «Зюлте-Варегем». В феврале 2020 года был отдан в полугодичную аренду в казахстанский «Тобол».
29 марта 2022 года стал игроком клуба «Корона» из первой лиги Польши, где находился до конца года.

## Достижения
«Арка»
- Обладатель Кубка Польши: 2016/2017
- Обладатель Суперкубка Польши: 2017, 2018